# Ґузув-Кольонія
Ґузув-Кольонія (пол. Guzów-Kolonia) — село в Польщі, у гміні Оронсько Шидловецького повіту Мазовецького воєводства.
Населення — 309 осіб (2011).
У 1975-1998 роках село належало до Радомського воєводства.

## Демографія
Демографічна структура станом на 31 березня 2011 року:
|          | Загалом | Допрацездатний вік | Працездатний вік | Постпрацездатний вік |
| -------- | ------- | ------------------ | ---------------- | -------------------- |
| Чоловіки | 160     | 23                 | 131              | 6                    |
| Жінки    | 149     | 31                 | 86               | 32                   |
| Разом    | 309     | 54                 | 217              | 38                   |